# Kuwait Petróleo Internacional
A Kuwait Petroleum International (KPI), muitas vezes referida pela sua marca registada Q8 (pronuncia-se Cue-Eight, ou Kuwait), refina e comercializa combustíveis, lubrificantes e outros produtos petrolíferos na Europa . Fundada em 1983, é a subsidiária internacional da Kuwait Petroleum Corporation (KPC).
Fornece 4.000 postos de abastecimento de varejo, bem como operações de vendas diretas, entregando combustível e óleo de aquecimento para usuários domésticos e industriais. A Q8 também opera um Serviço Internacional de Diesel (IDS) - um serviço seguro de cartão de combustível apoiado por tecnologia automatizada para empresas de transporte rodoviário internacional - em mais de 700 locais localizados em toda a Europa.
A Q8 também possui um importante negócio de aviação que comercializa combustível de aviação em mais de 40 aeroportos em todo o mundo e um negócio de lubrificantes com cinco fábricas de mistura de lubrificantes, vendas diretas e atividades de marketing em toda a Europa e vendas de exportação para mais de 75 países em todo o mundo.

## História
- 1938 Descoberta de petróleo no Kuwait
- 1975 Nacionalização dos poços de petróleo no Kuwait
- 1980 Fundação da Kuwait Petroleum Corporation
- 1983 Fundação da Kuwait Petroleum International - Aquisição da Gulf Oil no Benelux, Suécia e Dinamarca
- 1984 Aquisição da Gulf Oil na Itália
- 1986 Aquisição da Hays Petroleum Services (que anteriormente pertencia ao Kuwait Investment Office e usava a marca Pace Petroleum) e da Ultramar no Reino Unido - Introdução da marca Q8
- 1987 Aquisição da BP na Dinamarca
- 1987 Aquisição do Nafta controlado pelos soviéticos na Grã-Bretanha
- 1990 Aquisição da Mobil Oil na Itália
- 1997 Joint venture com Agip - refinaria Milazzo na Sicília
- 1998 Joint venture OK Petroleum e KPI na Suécia, estabelecendo a marca OKQ8
- 1998 Aquisição da BP Retail Bélgica
- 1999 Aquisição da Aral Bélgica
- 2004 Aquisição de instalações não tripuladas Tango da Petroplus na Holanda (62 instalações), Bélgica (4 instalações) e Espanha (1 instalação); normalmente agora são marcados como "Q8 Easy"
- 2004 Venda das operações no Reino Unido para um consórcio que opera sob o nome Pace Petroleum
- 2005 Venda das operações tailandesas para a empresa malaia Petronas
- 2006 Venda da operação alemã (que contava com 37 postos da marca Markant) para a Westfalen
- 2017 Uma joint venture entre Kuwait Petroleum International e OQ foi anunciada para o desenvolvimento da Refinaria e Complexo Petroquímico Duqm .[3] No mesmo ano, a subsidiária da OQ, Oman Tank Terminal Company (OTTCO), iniciou a construção de um terminal de armazenamento de petróleo bruto perto de Raz Markaz.[4]